# Plicatotheca anitae
Plicatotheca anitae är en nässeldjursart som beskrevs av Calder och Vervoort 1986. Plicatotheca anitae ingår i släktet Plicatotheca och familjen Campanulinidae. Inga underarter finns listade i Catalogue of Life.